# Берестейські друкарні

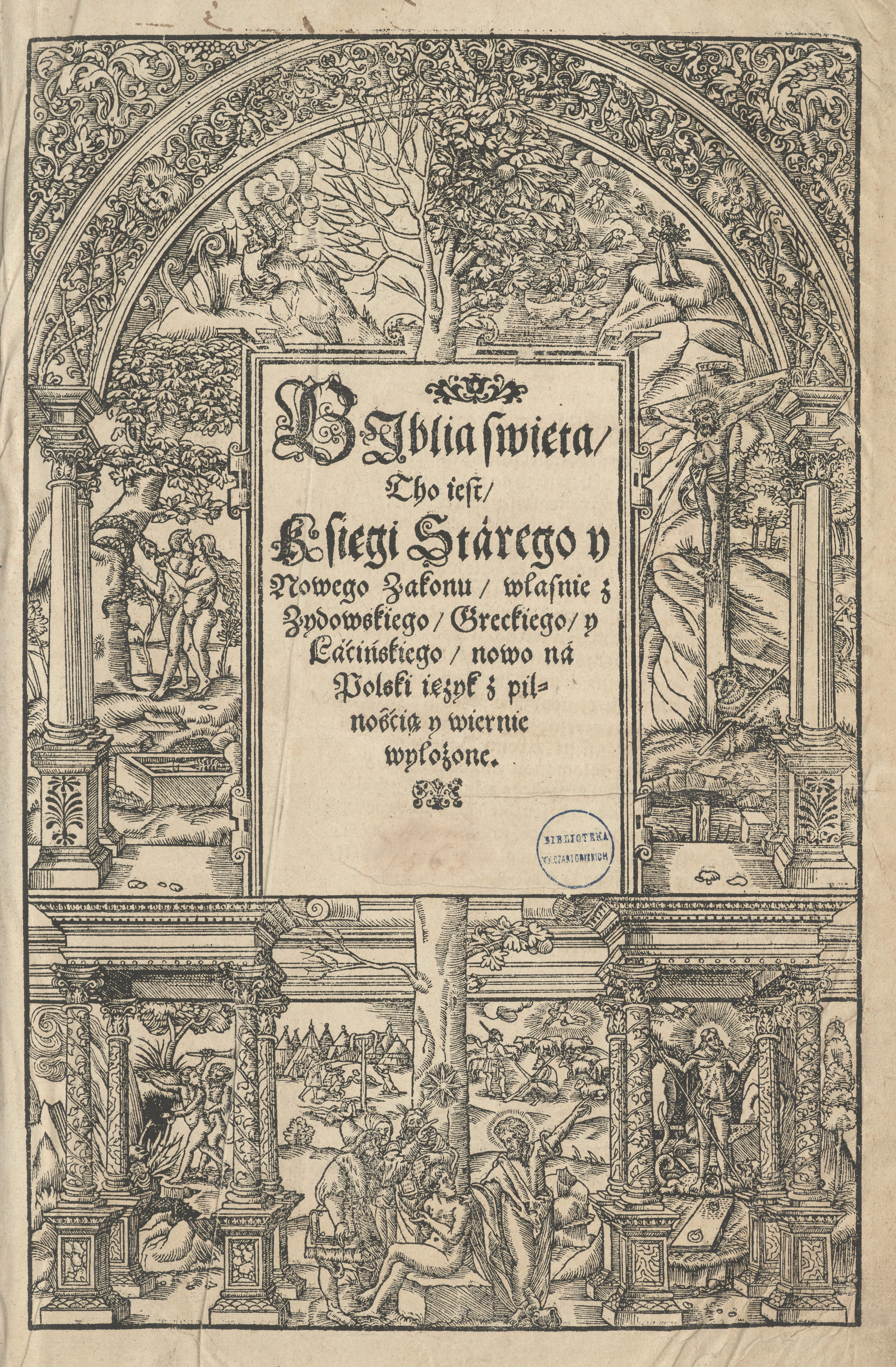
Титульна сторінка Берестейської біблії, 1563.

Берестейські друкарні — друкарні, що діяли в 1550—1570-ті рр. в Бересті. Меценатом більшості з них був канцлер великого князівства литовського, воєвода віленський і староста берестейський М. Радзивілл Чорний. Виникненню друкарень сприяв підйом y культурному розвитку Білорусі, розширення міжнародних зв'язків та вплив Реформації. Серед друкарів-книговидавців Б. Ваяводка (1553-54), С. Мармеліус (1558-60-я р.), Ц. Базилік (1560-70-ті р.).

## Історія
Перша білоруська друкарня була заснована в Бересті в 1553 році, що дало поштовх до розвитку друкарства — досить швидко на території Білорусі з'явилося ще п'ять друкарень, які працювали на поширення культури Ренесансу та ідей реформації. Берестейська друкарня була організована під заступництвом Миколи Радзивілла Чорного — одного з видних діячів білоруської історії, берестейського старости, віленського воєводи і канцлера Великого князівства Литовського. Для свого часу друкарня забезпечувала високий поліграфічний рівень. Вона випустила більше сорока видань польською і латинською мовами різних тематик і змісту.

## Відомі видання
Перші книги, видані Ваяводком, відповідали потребам реформаційного руху: Великий і Малий Катехизи, перекладні богословські твори Крістофа Імлера і Урбана Регіуса. 3 видань Мармеліуса відомо: «Два послання» (1559), «Історія про папу Іоанна VIII, який був жінкою» (1560), «Статті магдебурзького права». Граїцького (1560) та ін. Вийшли видання і без згадки автора: «Берестейська Біблія» (1563); сатирична поема «Протей, або Перевертень» (1564), «Розмова поляка з литвином» (близько 1564). Також відомі «Статті магдебурзького права» Граїцького і збірник релігійних пісень з нотами «Пісні слави божої» Заремби.

## Значення
Найбільшого розквіту книгодрукування в Бересті досягло під керівництвом Ц. Базиліка. Видавці Берестейської друкарні адресували значну частину своїх книг «простим», «посполитим» читачам. В їх оформленні широко використовувалася ренесансова графіка, набірні орнаменти, готичні шрифти, заставки, кінцівки, фігурні ксилографії, відчувається зв'язок з книжковим мистецтвом Польщі та країн північно-європейського Відродження. Найважливішою книгою Берестейської друкарні вважається Берестейська Біблія (1563 р.), яка містить повний текст Священного писання на польській літературній мові 16 століття.